# Húsvéti tojás

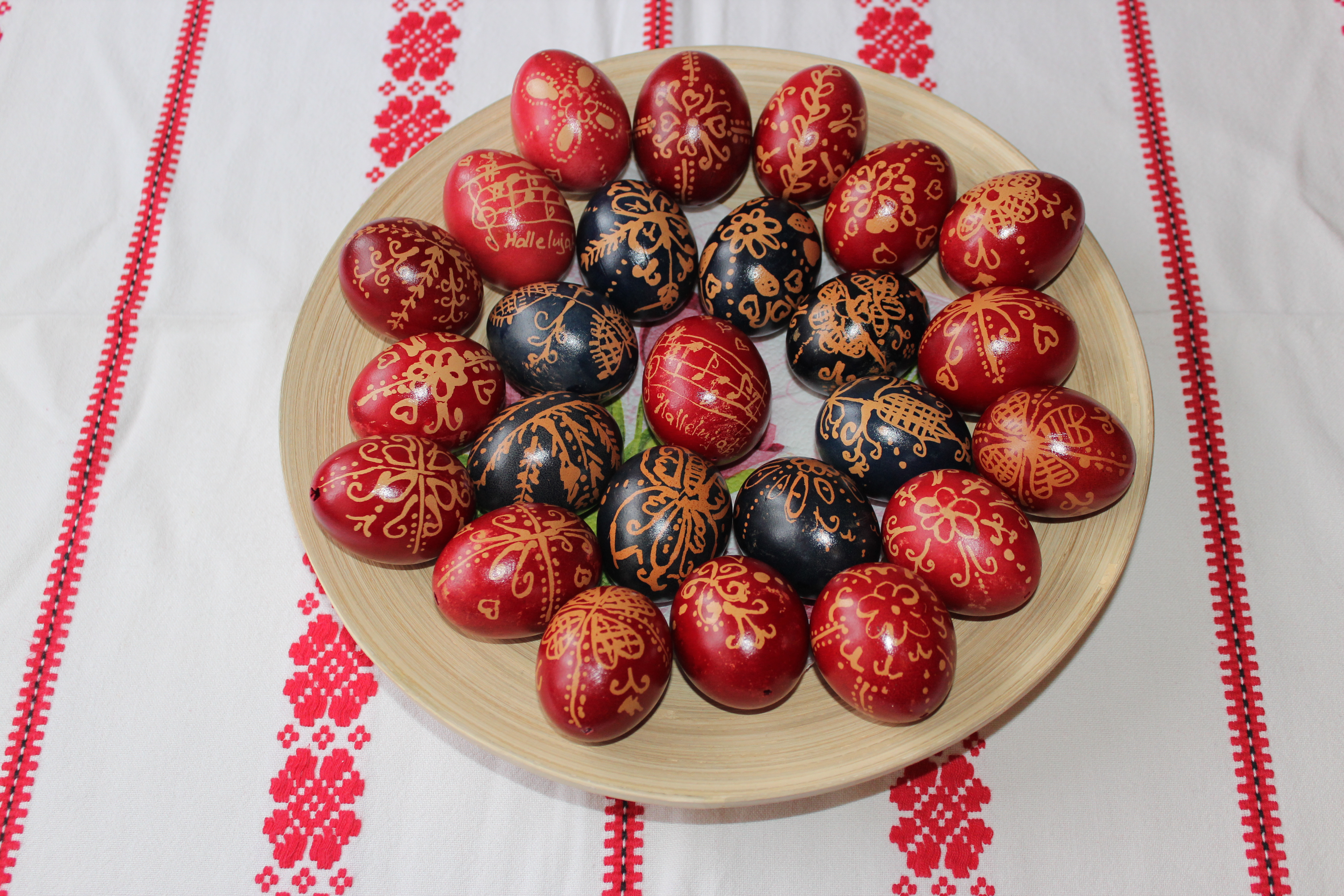
Húsvéti hímes tojások

A húsvéti tojás eredetileg csak pirosra festett később tojáshéjra „írt”, színes mintákkal díszített tojás vagy csokoládétojás, melyet a keresztény gyökerű kultúrákban húsvétkor szokás ajándékozni. A tojásdíszítés szokása egészen az ókorig nyúlik vissza, de a hagyomány a kereszténység elterjedése után is megmaradt. A keresztény értelmezés szerint a tojás a sírjából feltámadó Krisztust jelképezi, valójában azonban ősi pogány eredetű szokásról van szó.